# Distretto di Bayramiç
Il distretto di Bayramiç (in turco Bayramiç ilçesi) è uno dei distretti della provincia di Çanakkale, in Turchia.